# Dermatomycose
Dermatomycosen zijn huidaandoeningen (derma = huid) ten gevolge van schimmels (dermatofyten). 
Voorbeelden
- tinea pedis (zwemmerseczeem)
- tinea manus
- tinea corporis (ringworm)
- intertrigo (candida-infectie in huidplooien)
- pityriasis versicolor
- onychomycose (nagelschimmels)